# 仮面ライダー剣
『仮面ライダー剣』（かめんライダーブレイド、欧文表記:MASKED RIDER BLADE）は、2004年1月25日から2005年1月23日までテレビ朝日系列で毎週日曜8時から8時30分（JST）に全49話が放映された、東映制作の特撮テレビドラマ作品。字幕放送。「平成仮面ライダーシリーズ」の第5作目に当たる。キャッチコピーは「今、その力が全開する。」「運命の切札をつかみ取れ!」。

## 概要
本作品における仮面ライダーは「ライダーシステム」と総称されるシステムを用い、トランプをモチーフとする「ラウズカード」に封印されたアンデッドの能力を引き出すことによって、仮面ライダーへの変身と特殊技の発動を行う存在として位置付けられている。同じくカードを駆使して戦うスタイルであった『仮面ライダー龍騎』との差別化が制作上の課題となっており、結果としてポーカーのように一度に特定の複数枚のカードを使い、組み合わせによって強化技が異なるという要素を盛り込むことで、戦闘スタイルにバリエーションを持たせている。前作『仮面ライダー555』ではメカニカルなデザインのライダーであったため、本作品に登場するライダーは「鋲と革」がスーツに取り入れられている。
前述の設定から、敵怪人に当たる「アンデッド」の数も当初から52体（後に53体）と明かされていた。そして、不死身である存在を倒す方法が「封印」であることも大きな特徴であり、倒されて封印された怪人が復活することもある。また、仮面ライダーのモチーフもトランプのマークであり、それに合わせて制作発表時から「登場するライダーは4人」と明かされていた。同時に、虫とのダブルモチーフである。
内容は『555』同様、怪人側にもスポットを当てたエピソードが複数存在するが、前作が「人間の心を残したまま異形の存在になってしまった者」の悲劇を描いたのに対し、本作品では「異形の存在として生まれながら人間の心を持ってしまった者」の苦悩が作中で描かれ、主人公サイドの登場人物であり、後者の要素を持つ相川始の苦悩や葛藤、その処遇を巡ったストーリーが展開された。また、中盤では追加メンバーである上城睦月のトラウマに対する克服も大きく取り上げられた。
本作品にバイクなど車両を提供しているホンダが、前年（『555』を参照）に引き続き「仮面ライダーブレイドHonda」チームを結成して鈴鹿8時間耐久レースへのエントリーを行った。監督は宮城光。レース結果は総合4位での完走となっている。このレースにおいては、参加ライダーがブレイドとギャレンをモデルとしてデザインされたヘルメットとスーツを着て出場していた。ブレイド役は山口辰也、ギャレンは徳留和樹。ブレイドのスーツを着用してレースに参加した山口辰也は、タイアップとして本作品の第24話・第25話にもゲスト出演した。
初期の仮面ライダーシリーズが持っていた作品の連続放映期間と放映回数の記録を、本作品の放映期間中に平成ライダーシリーズが更新した。それまでの最長は第1期（初期仮面ライダーシリーズ）の第1作1971年4月3日放送 - テレビスペシャル『全員集合!7人の仮面ライダー!!』1976年1月3日放送、4年9か月間、全249回。それに対して平成シリーズは本作品までで、『クウガ』2000年1月30日放送開始 - 『剣』2005年1月23日放送終了、5年間、全251回である。

## あらすじ

### 第1 - 15話
人類基盤史研究所（BOARD）。それは「ヒトが地球を制した背景には、進化論で説明できない理由が存在する」との仮定に立ち、その理由を究明するために作られた機関である。彼らは研究対象の、不死の生命体・アンデッドを様々な生物の祖であるとした。しかし3年前、アンデッドの大半の封印が解かれ、人間を襲い始めた。BOARDは所長・烏丸啓の指揮の下、アンデッドを「ラウズカード」へと封印すべく、アンデッドの能力を応用した特殊装備「ライダーシステム」を開発する。
BOARDの新人職員・剣崎一真 / 仮面ライダーブレイドは、先輩の橘朔也 / 仮面ライダーギャレンと協力してアンデッドの封印に当たっていた。しかしある日、BOARDはアンデッドの攻撃で壊滅し、橘は不可解な失踪を遂げる。剣崎は生き残った研究員・広瀬栞とともに、仮面ライダーの取材を試みていたライター・白井虎太郎の家に居候し、個人的にアンデッド討伐を続ける。
戦いの中、剣崎は相川始 / 仮面ライダーカリスと遭遇する。カリスはBOARDが開発したシステムではなく、始の正体はどうやらアンデッドらしい。始は人間を軽んじる一方で、彼が身を寄せる栗原親子のことは気遣う様子を見せる。剣崎は当惑しつつ、始を静観することに決める。
そのころ橘は、ライダーシステムに肉体を蝕まれ、烏丸らへの恨みを抱えながらさまよっていた。実はシステムに欠陥はなく、苦痛の原因は橘自身の精神的弱さに起因していたが、彼はそれを認められず、かりそめの力を与えてくれた伊坂 / ピーコックアンデッドの言いなりとなって闘いに耽溺していく。伊坂は自分の走狗となる新たなライダーシステムを開発しようともくろんでおり、そのために必要なラウズカードを橘に集めさせていた。橘を愛する深沢小夜子は彼に戦いから身を引くよう訴えるが、伊坂に邪魔者と見なされて殺害される。怒りに燃えた橘は内なる恐怖を克服し、伊坂に反旗を翻してカードへと封印する。

### 第16 - 30話
伊坂の遺したライダーシステムは、基幹をなすスパイダーアンデッドの邪悪な意思を色濃く反映するものだった。幼いころに誘拐されたトラウマに苛まれる高校生・上城睦月は、スパイダーアンデッドに魅入られて仮面ライダーレンゲルとなり、力を誇示するかのように見境なく戦闘に介入する。橘は先輩として睦月を指導し鍛えようとするが、それでもアンデッドの呪縛は強く、睦月の精神を侵食していく。
そのような折、研究のためチベットに向かった烏丸の使いとして、争いを好まない嶋昇 / タランチュラアンデッドが現れる。嶋と対話した剣崎は、自分の戦う理由が使命や義務ではなく愛だと悟り、ジャックフォームへの強化変身能力を得る。さらに嶋は、睦月の力となるためにあえてカードへ封印されるが、効果は現れずに終わる。

### 第31 - 40話
橘は栞の父・広瀬義人と接触し、剣崎が封印したアンデッドと融合しつつあること、始の正体が特殊なアンデッド・ジョーカーであることを知らされる。アンデッドはそれぞれの種を代表してバトルファイトに参戦し、最後まで勝ち残った種が地上の支配権を得る。人類の祖・ヒューマンアンデッドが1万年前の戦いを制したため、今日の人間の繁栄がある。しかしどの生物の祖でもないジョーカーが勝者となれば、すべての種が滅んでしまうという。
剣崎の身を案じた橘はジョーカーの危険性を訴えるが、始を信じる剣崎は力ずくでも考えを曲げない。広瀬は剣崎を安全に確保する必要があると橘を言いくるめ、改造実験体トライアルを差し向ける。剣崎は戦いの中でアンデッド13体と融合したキングフォームへと進化してトライアルを倒すが、その力に呼応した始はジョーカーとしての自分を抑えきれなくなる。ただ強さだけを渇望する睦月はジョーカーに興味を抱き、やみくもに戦いを挑んで敗走する。誇り高い戦士である城光 / タイガーアンデッドはそんな睦月にあきれつつ、闇を抱えてもがく彼のことを見守る。
始を救いたいと願う剣崎は、睦月や橘と取引してラウズカードを集める。彼からカードを受け取ったジョーカーはワイルドカリスの姿を得て、自我を安定させる。橘によって広瀬のもとに連れてこられた剣崎は、病身の妻を癒すために不死の秘密を求めた広瀬がアンデッドを解放したと聞かされ、さらに剣崎の肉体がアンデッドとの融合を繰り返したせいでジョーカーに近づきつつあることを教えられる。その後、広瀬は睦月をそそのかして剣崎を襲わせる。剣崎はキングフォームとなって応戦するうちに理性を失って暴れだし、橘の制止も受けつけない。駆けつけた始の説得でようやく正気に返った剣崎は、キングフォームの力を使いこなしてみせると決意する。
広瀬の前に現れた元BOARD理事長・天王路博史は「本物の広瀬義人はすでに死んでいる。君はトライアルBだ」と告げる。トライアルBは広瀬の遺志を継いでアンデッド研究を続けようとするが、父の偽者の存在に怒った栞に呼び出される。待ち構えていた剣崎らとトライアルBは戦闘に入り、そこへ天王路が差し向けたトライアルGも加わる。乱戦の中、トライアルGが栞に危害を加えようとするのを見たトライアルBは、天王路に改竄される前の記憶を取り戻し、広瀬から託されていた栞をかばって力尽きる。

### 第41 - 49話
現代のバトルファイトに不自然さを感じた光は、統制者のモノリスを管理する天王路が一連の出来事を仕組んでいたと突き止める。もはや誇りある戦いができないと悟った光は、暴走を続ける睦月に封印されることを選ぶ。光と嶋のカードを手にした睦月は、2人の助けを得てスパイダーアンデッドの呪縛を打ち破り、ついに「本当の仮面ライダー」となる。
天王路は人造アンデッド・ケルベロスを誕生させる。彼の目的は、自ら創造した種をバトルファイトの勝者に据えて地球の全生命の支配者となることであり、BOARDも仮面ライダーもそのための道具でしかなかった。悪しき野望を阻止するため団結した4人ライダーはケルベロスを倒し、天王路は金居 / ギラファアンデッドにとどめを刺される。
残るアンデッドは、始と金居だけになった。人類存続のためには、現在封印中のヒューマンアンデッドを勝者にしなくてはならないと考えた橘は、睦月の持つ封印解放のカードを要求する。ジョーカーとしての運命に抗おうとする始を信じた睦月は拒否するが、橘には勝てず倒れる。しかし土壇場で橘も仲間を信じることを決め、捨て身の勝負に持ち込んで金居を封印する。
ジョーカーが唯一のアンデッドとなった瞬間、始の意思とは無関係に、世界を滅ぼす怪物ダークローチが無限に湧き出てくる。だが、ジョーカーを封印する以外に人類を救う手段はないとわかっていても、剣崎は始に対して非情になることができない。睦月はジョーカーに挑んで敗れ、烏丸に救われていた橘も戦闘能力は残っていない。
絶体絶命の状況でついに決意を固めた剣崎は、始との決戦に赴く。始は親友の手で封印されることを望んでいたが、剣崎は全力を出すよう求める。戦闘の激しさが最高潮に達したとき、不意に剣崎は変身を解く。緑の血を流す剣崎を見た始は、彼が戦いを通じてアンデッドと限界以上に融合し、もうひとりのジョーカーへと変貌したことを悟る。アンデッドが2体になったため勝敗は未決着の状態に戻り、ダークローチは消滅した。しかし剣崎と始が近くにいると、いやおうなくバトルファイトが再開してしまう。アンデッドの運命と戦い、勝ってみせると宣言した剣崎は、始に別れを告げてひとり姿を消す。
こうしてアンデッドの脅威は去り、橘や睦月、栞や虎太郎は平穏な生活へと戻った。始もまた、友の犠牲で得た人間の中での生をかみ締めながら、栗原親子の待つ家へと帰るのだった。

## アンデッド
本作品における敵怪人で、地球上に生息する様々な生物の始祖たる不死の生命体。いかなる方法を用いても死ぬことがないことからアンデッド（undead）と命名された。現代において人為的に発生した個体を除くと53体存在。また劇場版では54体目も登場する。1万年前に行われたバトルファイト（後述）の結果52体がラウズカードに封印されていたが、物語開始から2年余り前、封印が解かれ現代に蘇った。
不死であるその活動を制限する方法は、専用のラウズカードに封印する以外に存在しない。アンデッドはその分類ごとに、あらかじめトランプでいうスーツとカテゴリーナンバーがそれぞれに定められており、過大なダメージを受けると腰部の〈アンデッドバックル〉が展開、スーツとカテゴリーを確認することが可能になり、ブランクのラウズカードによって封印することができる。多くの場合、仮面ライダーはラウズカードを投擲し、突き刺すことでアンデッドを封印するが、これは必ずしも必要な動作ではなく、カードがアンデッドに触れさえすれば封印は可能である。
名前は基本的に「モチーフ生物の英名+アンデッド」だが、これはあくまで種の名であり、これとは別に固有名がある。アンデッドはそれぞれの属するカテゴリーにおいてその戦闘力に差異があり、カテゴリーAに属するアンデッドや、後述する上級アンデッドやジョーカーは他のアンデッドよりも高い能力を備えている。体液は緑色で、物語序盤・劇場版ではアンデッドのみが理解できる言語を使用する。
- カテゴリーA：ライダーシステムに組み込むことで、システム装着者を仮面ライダーへと変身させる。
- カテゴリー2：ラウザーを用いた直接攻撃の強化。ハートはジョーカーの人間への変身。
- カテゴリー3：パンチ系破壊力の強化。
- カテゴリー4：突進力・浮遊力などを付加した間接的な攻撃の強化。
- カテゴリー5：キック系破壊力の強化。
- カテゴリー6：雷や炎などの自然現象を付加した間接的な攻撃の強化。
- カテゴリー7：金属、有機物などの「物質」の特性を付加した防御の強化。
- カテゴリー8：敵の動きを制限・抑制。
- カテゴリー9：高速移動や回復、煙幕噴射などといった戦闘力の補助。
- カテゴリー10：封印されたアンデッドの解放や時間停止など、超特殊能力。
- カテゴリーJ：ラウズアブゾーバーとカテゴリーQの力を借りることで、ライダーの融合能力を高める。
- カテゴリーQ：ラウズアブゾーバーを介して、カテゴリーJおよびKとライダーの進化を助ける。
- カテゴリーK：ラウズアブゾーバーとカテゴリーQの力を借りることで、ライダーシステムあるいはその装着者に何らかの進化をもたらす。ジョーカーの場合、カテゴリーK単体の力でジョーカーに進化をもたらす。

- デザインはディアーとゼブラ以外は韮沢靖が手掛けた[5]。デザインコンセプトは「鋲」と「レザー」[6]。韮沢は高橋章による『仮面ライダー』のショッカー怪人・ゲルショッカー怪人をリスペクトし、人型で仮面を付けたようなデザインを基本としている[7]。また、前作『仮面ライダー555』のオルフェノクが白やグレーを基調とした石像ぽかったため、差別化として『マッドマックス』や『ヘルレイザー』のイメージから黒を基調にモチーフとなる動物固有の模様やディテールを配している[7][8]。デザインの特色である全身のブラックレザーと鋲（スタッズ）はショッカーベルトのコンセプトで、1万年前の戦いの傷を修復したイメージで、ローカストアンデッドなどは仮面の下に素顔があると韮沢は語っている[5][8][9]。死をイメージしたアンデッドのため、それをシンボライズするため、ドクロのモチーフを頻繁に使用している[8]。

### 上級アンデッド
各スーツにおいて、J、Q、Kのカテゴリーに属する12体のアンデッドを指す。その存在を予見していたBOARDによって上級アンデッドと呼称された。上級アンデッドは他のアンデッドよりも強大な力と高い知能を兼ね備えており、さらにその外見を人間の姿に化身させることが可能である。
人間や自分たちよりカテゴリーの低いアンデッドを、マインドコントロールして操ることができるほか、人間の姿でも特殊能力を使用できる。彼らは解放されてから短期間で人間の言葉と文化をマスターし、化身により怪しまれることなく人間社会に潜伏している。一般的なアンデッドとの外見上の違いは、アンデッドバックルが金色で、ウロボロスのエンブレムが骨化している。

### ジョーカー
いかなる生物の始祖でもないアンデッドであり、バトルファイトにおいてもイレギュラーな存在とされている。腰部には他のアンデッドのアンデッドバックルではなく、バックル部分にスラッシュ・リーダーが設けられたベルト型カードリーダージョーカーラウザーが装備されている。基本カラーは黒と緑。
他のアンデッドをモノリスもカードも必要とせず封印でき、ジョーカーラウザーによりその姿と能力をコピーする能力ラウズシステムを持つ特殊な個体である。戦闘能力も他のアンデッドとは比べものにならないほど高く、性格も極めて残忍である。刃状の緑色のエネルギー弾を放つことが可能なマンティスという名のダガーと右腕のカッターが武器。
バトルファイトにおいてこのジョーカーが勝者となった場合には、「破滅の日」が始まり、ジョーカーの肉体やモノリスからダークローチと呼ばれる怪生物が無数に出現、地球上の生物が全滅するとされている。そのためジョーカーは、バトルファイトを影で支配する残酷な殺し屋として、他のアンデッドからも恐れられ忌み嫌われていた。1万年前のバトルファイトでは、ヒューマンアンデッドに敗北し、封印されていた。
ジョーカーが♥2「SPIRIT」を用いてヒューマンアンデッドの姿に変身した姿が、相川始＝仮面ライダーカリスである。広瀬によって解放された後は、本能の命ずるまま他のアンデッドを次々と封印していき、そんな中でヒューマンアンデッドを偶然発見し、封印した。
しかしヒューマンアンデッドが、カードからジョーカーの精神に働きかけたことで、ジョーカーは自分の行動と運命に疑念を持つようになっていった。また、剣崎もキングフォームを徹底的に酷使した結果、肉体がアンデッド化し、最後には新たなジョーカーとなった。
劇場版には、亜種であり上級アンデッド同様人間に化身できる、「アルビノジョーカー」が登場した。
- デザイン画では「カリスジョーカー」という名称であった[13]。デザインのモチーフは、トランプカードに描かれたジョーカーを基本としつつ、帽子の形状から連想したカミキリムシの要素を加えている[出典 1]。足は筋肉2色に縦ストライプを分けて止め金で束ね、ジョーカーの市松模様をダイヤ型のトゲにしている[13]。肋骨などの各部にジョーカーの頭文字である「J」をあしらっている[13]。アンデッドを倒す者のため、体に緑色の血が染みこんでいる[13][6]。ハカイダーのようなスタンスから内臓のどこかが見えているようなスタンスとなった[8]。下半身のモチーフはあるトランプのジョーカーのパンツとなっている[13][6]。

ダークローチ
バトルファイトにジョーカーが勝利した場合、モノリスやジョーカーの影から無数に生み出される怪生物。ゴキブリに酷似しているが、ジョーカー同様、どの生物の祖でもないイレギュラーな存在。爪デッドリィネイルには敵の動きを麻痺させる神経毒があって背中の翅で飛行することも可能。10キロメートル四方の獲物の存在を感知する鋭敏な触角を備えている。
地球上の全生物を死滅させ、世界をリセットすることを使命としており、それを達成するまでは限りなく誕生し、殺戮を繰り返す。アンデッドサーチャーには反応するがアンデッドではないため、倒されると消滅する。ただし、倒しても新たな個体が無限に発生し続けるため、アンデッドとは別の意味で不滅の存在といえる。剣崎が第2のジョーカーとなったことで、バトルファイトがリセットされ、全て消滅した。劇場版では同様に「アルビローチ」も登場した。
- スーツは劇場版に登場したアルビローチの色替え。スーツは6体制作され、そのうち2体は羽根を開くものとなっている。口頭で変更の指示が伝えられたため、デザイン画は存在していない。予定では体色を白から黒にするだけだったが、宇都宮孝明がレインボー造形に懇願して目の色も赤からクリアグリーンに変えた。

### 改造実験体（トライアルシリーズ）
アンデッドの細胞と、ライダーの変身者のデータや細胞を組み合わせて人工的に作り出された疑似アンデッド。下級アンデッドを遥かに凌ぐ戦闘能力を持つ。アンデッドサーチャーで発見することはできない。
過大なダメージを受けると腰部のバックルが展開し、一時的に活動を停止するが、封印することはできず、突き刺さったラウズカードを吸収し無効化する。その後、短時間で再生してしまう。ゆえにその活動を完全に停止させるには、強大な威力を持つ技（劇中では、ロイヤルストレートフラッシュやワイルドサイクロンなど）でその肉体を完全に消滅させる必要がある。
開発者は広瀬義人と、その記憶を引き継いだトライアルB。劇中にはBのほかにトライアルD、E、F、Gが登場した。超バトルビデオ『仮面ライダー剣（ブレイド）VSブレイド』では、トライアルEの同型が登場し、剣崎に化け、赤いマフラーが特徴のにせブレイドに変身した。
- トライアルDを除いていずれも歴代ライダーの幹部のオマージュとなっている[8][5]。トライアルDのデザイン画では「アンデッドロイド」という名称であった[6]。

### 合成アンデッド
複数のアンデッドを、モノリスの力を借りて人工的に合成することによって生み出した不死生物。
合成前のアンデッドの個々の容姿を半分ずつ継ぎ合わせたような容姿で、アンデッドバックルも2つあり、個々の能力を総合的に持ち合わせている。

ティターン
BOARD理事長・天王路博史が開発したカメレオンアンデッド（♦10）とスコーピオンアンデッド（♣8）を合体させた合成アンデッド。
左腕の触手にはアンデッドの闘争本能を活性化させ、アンデッドに意思を乗っ取られるアンデッド・ポイズンを有し、戦斧エグザックスを武器とする。透明化のほか、剣崎・始・橘・睦月・天音とブレイド・ギャレン・レンゲルに変身。合成アンデッドのため、封印の際は2枚のラウズカードを使用する。
『仮面ライダー×仮面ライダー W&ディケイド MOVIE大戦2010』の『仮面ライダーディケイド 完結編』では、スーパーショッカーの精鋭怪人の1体として登場。
- デザイン画では「スコーレオンアンデッド」という名称であった。デザインイメージはゲルショッカー怪人。劇中未登場のカメレオンアンデッド単体は、デザイン画のみ存在し、後にティターンの半分となった。武器の戦斧は後に色替えされてスコーピオンイマジンの武器に流用された。
- スーツはプラントアンデッドの改造。

### 人造合成アンデッド
トライアルシリーズと合成アンデッドの技術を基に、ラウズカードから採取した全てのアンデッドのデータと細胞を人工的に融合して作り出した5枚目のAのカードを作製、モノリスの力でアンデッドとして具現化させた存在。
トライアルシリーズと違い、アンデッドであるためカードによる封印吸収が可能。上級アンデッドやジョーカーをもまるで寄せ付けない異常に高い戦闘能力を誇り、他のアンデッドを封印し吸収する能力を持つ。

ケルベロス
BOARD理事長の天王路博史が開発した最強の人造合成アンデッド。ティターンやトライアルと違い制御が利かない危険な存在。
ジョーカー以外で唯一封印吸収能力を持つ。左腕の巨大な爪状の武器と、左掌から放つ火炎弾や破壊光弾が武器。ラウズカードは劇場版で仮面ライダーグレイブの変身カードとして先行登場。
『オーズ・電王・オールライダー レッツゴー仮面ライダー』ではショッカーと結託したアンデッドの1体として登場。ショッカーの国連会議にも参加した。
- デザイン画では「ケルベロスアンデッド」という名称であった。バックル部はアンデッドバックルとボードのものを合わせている。3つ首の顔面は既にカプリコーンでやっていたため、正面向きの2個の顔を両肩にマウントしている。最強感を出すため全身に黄金の血管を這わせている。

ケルベロスII
左腕を改造したカードリーダーで天王路博史がケルベロスと融合した姿。
胸中央に天王路の頭が現れ、頭部と左肩が変化する。戦闘能力が向上しており両肩の双犬頭からディバインウェーブという火炎弾を放つことができる。
- ケルベロスのデザイン時にケルベロスIIへの変更が考慮され、デザイン画には胸中央部と左肩の変更部分のディテールが描き起こされたが、その後、頭部の変更も決まったため、新たにデザインが描き起こされた。

## ラウズカード
アンデッドを封印するためのカードで、不死生物であるアンデッドの活動を停止させる唯一の方法である。現代におけるトランプのもととなっていると言われている。ラウズカードには大きく分けて3種類のものが存在する。
カードの一覧は後述の表を参照。

### プロパーブランク・プライムベスタ
4種のスーツ（マーク）に分かれ、それぞれA - Kの13枚が存在する。アンデッドが封印される活性化前の専用カードをプロパーブランク、アンデッドを封印し、活性化されたものをプライムベスタと呼ぶ。各ライダーは特定のスーツのカードを1セットずつ持っており、ライダーの持つ覚醒機にプライムベスタをラウズすると様々な特殊能力を発揮する。プロパーブランクは、封印されるべきアンデッドと対峙すると発光し、相手がどのカテゴリーなのかを知ることができる。覚醒機とプライムベスタのスーツが異なる場合も、プライムベスタの効果は発揮される。

### コモンブランク・ワイルドベスタ
スーツやカテゴリーナンバーが表記されていないカードであり、アンデッドが封印される活性化前の汎用カードをコモンブランク、自らのスーツとは異なるアンデッドを封印し活性化されたものをワイルドベスタと呼ぶ。手持ちのプロパーブランクとスーツ・カテゴリーナンバーが適合しないアンデッドを封印するような場合に用いられる。封印できるアンデッドがあらかじめ決められているプロパーブランクとは異なり、スーツやカテゴリーナンバーを問わずにアンデッドを封印できる便利なカードであるが、アンデッドを封印したワイルドベスタは「封印されているアンデッドと対応するスーツを持つ覚醒機でしか使えない」という点でプライムベスタに劣る。封印されているアンデッドと対応するスーツを持つ覚醒機やラウズアブゾーバーに一度近づけたり通したりすることでカードにスーツが加わり、ワイルドベスタからプライムベスタへと活性化させることができる。

### ギルドラウズカード
ブレイドがキングフォームになると同時にスペードスーツのプライムベスタが変化したもの。表面はキングフォームのアーマーと同じディアマンテゴールドでコーティングされ、絵柄も若干変化し、カテゴリー2 - 10のFP/MP値が200ずつ上昇している。
実体あるカードとして収納されているわけではなく、使用に際して手元に現れる形になっている。

### ラウザー
仮面ライダーはラウザーと呼ばれる覚醒機を持っている。ラウザーにはカードリーダースラッシュ・リーダーが内蔵されており、アンデッドの封印されたラウズカードを通すことによってカードの固有能力を引き出し、ライダー自身の身体能力や武器能力を向上させることが可能。これに加えてブレイドとギャレンのラウザーには2 - Kのラウズカードをすべて格納することができるホルダー・オープントレイも内蔵されており、戦闘時においては必要に応じてホルダーを展開、すぐラウズカードを使用できるように配慮された構造になっている。

### ラウズアブゾーバー
チベットに渡った烏丸がブレイド・ギャレン向けに開発した左腕に装着する強化メカ。本体中央のインサート・リーダーにQ「ABSORB」をセットすることでアブゾーバーを起動、さらにJ「FUSION」またはK「EVOLUTION」をスラッシュ・リーダーにラウズすることによって、フォームチェンジ（強化変身）させる。ラウズアブゾーバーには3枚分のカードホルダーが存在し、ブレイドとギャレンは、アブゾーバーを手に入れてからはJ・Q・Kのカードをここに収納するようになった。
システムが異なるレンゲルはラウズアブゾーバーに対応しておらず、カードをそろえてもフォームチェンジできない。しかしまったく機能しないわけではなく、劇中ではギャレン用ラウズアブゾーバーを借りてQ・Kの力を引き出し、カテゴリーAの支配に対抗した。

### アンデッド（ラウズカード）一覧

#### プライムベスタ
| カテゴリー | スペード（♠） | ダイヤ（♦） | ハート（♥） | クラブ（♣） | ワイルド (W)                                                                              |
| ---------- | --- | --- | --- | --- | ----------------------------------------------------------------------------------------- |
| A          | - CHANGE - Change Beetle - チェンジ・ビートル - ビートルアンデッド - （ヘラクレスオオカブトムシ） - AP消費なし - （AP消費なし）                | - CHANGE - Change Stag - チェンジ・スタッグ - スタッグビートルアンデッド - （クワガタムシ） - AP消費なし                    | - CHANGE - Change Mantis - チェンジ・マンティス - マンティスアンデッド - （蟷螂） - AP消費なし                       | - CHANGE - Change Spider - チェンジ・スパイダー - スパイダーアンデッド - （蜘蛛） - AP消費なし                            | - CHANGE - Change Kerberos - チェンジ・ケルベロス - ケルベロス（黄、赤、緑） - AP消費なし |
| 2          | - SLASH - Slash Lizard - スラッシュ・リザード - リザードアンデッド - （蜥蜴） - FP 400 - (600)                                                 | - BULLET - Bullet Armadillo - バレット・アルマジロ - アルマジロアンデッド - （アルマジロ） - FP 400                         | - SPIRIT - Spirit - スピリット - ヒューマンアンデッド - （人類） - AP消費なし                                        | - STAB - Stab Bee - スタッブ・ビー - ビーアンデッド - （蜂） - FP 400                                                     | -                                                                                         |
| 3          | - BEAT - Beat Lion - ビート・ライオン - ライオンアンデッド - （ライオン） - FP 600 - (800)                                                     | - UPPER - Upper Frog - アッパー・フロッグ - フロッグアンデッド - （蛙） - FP 600                                            | - CHOP - Chop Head - チョップ・ヘッド - ハンマーヘッドアンデッド - （シュモクザメ） - FP 600                         | - SCREW - Screw Mole - スクリュー・モール - モールアンデッド - （土竜） - FP 600                                          | -                                                                                         |
| 4          | - TACKLE - Tackle Boar - タックル・ボア - ボアアンデッド - （猪） - FP 800 - (1000)                                                            | - RAPID - Rapid Pecker - ラピッド・ペッカー - ペッカーアンデッド - （啄木鳥） - FP 800                                      | - FLOAT - Float Dragonfly - フロート・ドラゴンフライ - ドラゴンフライアンデッド - （蜻蛉） - FP 1000                 | - RUSH - Rush Rhinoceros - ラッシュ・ライノス - ライノスアンデッド - （サイ） - FP 800                                    | -                                                                                         |
| 5          | - KICK - Kick Locust - キック・ローカスト - ローカストアンデッド - （蝗） - FP 1000 - (1200)                                                   | - DROP - Drop Whale - ドロップ・ホエール - ホエールアンデッド - （鯨） - FP 1000                                            | - DRILL - Drill Shell - ドリル・シェル - シェルアンデッド - （巻貝） - FP 1200                                       | - BITE - Bite Cobra - バイト・コブラ - コブラアンデッド - （コブラ） - FP 1200                                            | -                                                                                         |
| 6          | - THUNDER - Thunder Deer - サンダー・ディアー - ディアーアンデッド - （ヘラジカ） - MP 1200 - (1400)                                           | - FIRE - Fire fly - ファイアフライ - ファイアフライアンデッド - （蛍） - MP 1000                                            | - TORNADO - Tornado Hawk - トルネード・ホーク - ホークアンデッド - （鷹） - MP 1400                                  | - BLIZZARD - Blizzard Polar - ブリザード・ポーラー - ポーラーベアアンデッド - （ホッキョクグマ） - MP 1200                | -                                                                                         |
| 7          | - METAL - Metal Trilobite - メタル・トリロバイト - トリロバイトアンデッド - （三葉虫） - MP 1200 - (1600)                                      | - ROCK - Rock Tortoise - ロック・トータス - トータスアンデッド - （陸亀） - MP 1400                                         | - BIO - Bio Plant - バイオ・プラント - プラントアンデッド - （毒蔦植物） - MP 1600                                   | - GEL - Gel Jellyfish - ゲル・ジェリーフィッシュ - ジェリーフィッシュアンデッド - （海月） - MP 1400                      | -                                                                                         |
| 8          | - MAGNET - Magnet Buffalo - マグネット・バッファロー - バッファローアンデッド - （角牛） - MP 1400 - (1800)                                    | - SCOPE - Scope Bat - スコープ・バット - バットアンデッド - （蝙蝠） - MP 1200                                              | - REFLECT - Reflect Moth - リフレクト・モス - モスアンデッド - （蛾） - MP 1800                                      | - POISON - Poison Scorpion - ポイズン・スコーピオン - スコーピオンアンデッド - （蠍） - MP 1800                           | -                                                                                         |
| 9          | - MACH - Mach Jaguar - マッハ・ジャガー - ジャガーアンデッド - （豹） - MP 1600 - (2000)                                                       | - GEMINI - Gemini Zebra - ジェミニ・ゼブラ - ゼブラアンデッド - （縞馬） - MP 1400                                          | - RECOVER - Recover Camel - リカバー・キャメル - キャメルアンデッド - （駱駝） - MP 2000                             | - SMOG - Smog Squid - スモッグ・スキッド - スキッドアンデッド - （烏賊） - MP 2000                                        | -                                                                                         |
| 10         | - TIME - Time Scarab - タイム・スカラベ - スカラベアンデッド - （コガネムシ） - MP 1800 - (2200)                                               | - THIEF - Thief Chameleon - シーフ・カメレオン - カメレオンアンデッド - （カメレオン） - MP 1600                            | - SHUFFLE - Shuffle Centipede - シャッフル・センチピード - センチピードアンデッド - （百足） - MP 2200               | - REMOTE - Remote Tapir - リモート・テイピア - テイピアアンデッド - （獏） - MP 2200                                      | -                                                                                         |
| J          | - FUSION - Fusion Eagle - フュージョン・イーグル - イーグルアンデッド - （鷲） - EP +2400 - (+2400)                                            | - FUSION - Fusion Peacock - フュージョン・ピーコック - ピーコックアンデッド - （孔雀） - EP +2400                           | - FUSION - Fusion Wolf - フュージョン・ウルフ - ウルフアンデッド - （狼） - EP +2400                                 | - FUSION - Fusion Elephant - フュージョン・エレファント - エレファントアンデッド - （象） - EP +2800                      | -                                                                                         |
| Q          | - ABSORB - Absorb Capricorn - アブソーブ・カプリコーン - カプリコーンアンデッド - （山羊） - EP +2000 - (+2000)                                | - ABSORB - Absorb Serpent - アブソーブ・サーペント - サーペントアンデッド - （海蛇） - EP +2000                             | - ABSORB - Absorb Orchid - アブソーブ・オーキッド - オーキッドアンデッド - （蘭） - EP +2000                         | - ABSORB - Absorb Tiger - アブソーブ・タイガー - タイガーアンデッド - （虎） - EP +2000                                   | -                                                                                         |
| K          | - EVOLUTION - Evolution Caucasus - エボリューション・コーカサス - コーカサスビートルアンデッド - （コーカサスオオカブト） - EP +4600 - (+4600) | - EVOLUTION - Evolution Giraffa - エボリューション・ギラファ - ギラファアンデッド - （ギラファノコギリクワガタ） - EP +4000 | - EVOLUTION - Evolution Paradoxa - エボリューション・パラドキサ - パラドキサアンデッド - （幽霊カマキリ） - EP +2800 | - EVOLUTION - Evolution Tarantula - エボリューション・タランチュラ - タランチュラアンデッド - （タランチュラ） - EP +4000 | -                                                                                         |

WA「チェンジケルベロス」（赤、緑）は劇場版で仮面ライダーラルク、ランスが使用。

#### ジョーカー、ワイルド、マイティ、バニティ
| JOKER  | - JOKER - Joker - ジョーカー - 劇場版（第48話EDカード）   | - JOKER - Albino Joker - アルビノジョーカー - カードダス |                                                          |
| WILD   | - WILD - Wild - ワイルド（ハートA - K） - 第38話          |                                                          |                                                          |
| MIGHTY | - MIGHTY - Mighty Gravity - マイティ・グラビティ - 劇場版 | - MIGHTY - Mighty Ray - マイティ・レイ - 劇場版          | - MIGHTY - Mighty Impact - マイティ・インパクト - 劇場版 |
| VANITY | - VANITY - Vanity - バニティ （キング4種+生贄） - 劇場版  |                                                          |                                                          |

- ワイルドベスタ「マイティ」は劇場版3ライダーがそれぞれ使用する必殺技発動カード
- バニティは4枚のキングと生贄をとりこんで作成されるフォーティーン起動用のカード

## 設定
白井農場
白井虎太郎の親代わりの叔父が、虎太郎に遺した物件である農場。全体像は描写されていないが、広い敷地内に虎太郎の自宅である古い2階建ての一軒家があり、玄関先には『白鳥号』と呼ばれるクラシックカーが駐車されている。
虎太郎の自宅には、第1話でアパートを追い出された剣崎が、第2話からBOARDを失った栞がそれぞれ居候を始め、それ以降橘や睦月らもしばしば訪れるようになり、アンデッド対策の拠点となった。

ハカランダ
栗原遥香・天音親子が営み、始が住み込みで働く住居一体型喫茶店。店内の地下に遥香の夫で天音の父である晋の部屋があり、現在は始の部屋となっている。1階に店舗とキッチンを構え、2階には遥香と天音の部屋がある。たらこスパゲッティやタコライスなどがメインメニューで、高く評価する客も多い。

人類基盤史研究所BOARD
2001年、チベットの洞窟内の太古の遺跡で発見された壁画に残されていた人類基盤史と、不死生物・アンデッドが封印された52枚のラウズカードが埋め込まれた結晶体ボードストーン。これらから得られた一万年前のバトルファイトの事実について解明する名目で、天王路博史が自ら理事長に就任し、自身の途方もない財力で日本政府のある機関を動かして巨大資本が投入されて設立させた研究機関。「人類の進化の謎を研究する機関」とインターネットの一部のサイトに記載されているが、基本的に一部の関係者以外には、研究所の所在地も極秘のまま短期間で数回移動し、関係者が所内の研究室に入室する際には、網膜チェックが必要なことなど厳重な秘密主義が徹底され、極秘哩に活動していた。
研究が続く中、研究員の一人である広瀬義人は、不治の病に侵されていた妻の小百合を救うためにラウズカードに封印されたアンデッドの不死の秘密を解明しようと躍起になっていたが、小百合は帰らぬ人となる。焦った義人は、アンデッドを解放し直接分析して小百合を蘇らせようと決意し、他の所員の制止を振り切って多くのアンデッドを解放してしまった。これを受けて天王路は、ジョーカーのほかのアンデッドの能力を再現する能力を元にしたアンデッドの力を有効利用するために研究されていたシステムに、ほかのアンデッドを封印能力を合わせて再現した『ライダーシステム』を開発し、アンデッドを再封印することを決定。この直後に、ライダーシステムの提唱者の研究員・烏丸啓が所長に就任し、天王路はアンデッド解放の責任をとって辞任。さらに義人は行方不明となった。
完成したライダーシステム第1号・ギャレンを若手研究所員・橘が装着し、活動を開始。着々とアンデッドを封印していき、やがて戦力増強のために開発されたライダーシステム第2号・ブレイドの装着者には、一般人の青年・剣崎がスカウト・採用された。
橘＝ギャレンと剣崎＝ブレイドはアンデッド封印に一層尽力していくが、2004年の初頭、研究所の地下に保管されていた無数の卵から孵化したローカストアンデッドの分身であるイナゴの大群により烏丸、剣崎、栞以外の所員が惨殺され、研究所は崩壊。BOARDは事実上壊滅してしまった。
しかし、栞の言によると壊滅直後の研究所は瞬く間に整理され、さらに生き残った剣崎たちの銀行口座には毎月給料がBOARD名義で振り込まれていたが、これらは辞任した天王路による物である。だが、BOARD設立からアンデッド解放、ライダーシステム開発までの過程には、全て天王路の陰謀が働いていた。
開発ツール・マシン
ライダーシステム

アンデッドサーチャー
パソコン内蔵タイプの物と携帯端末タイプの物の2種類があるアンデッド探知機。前者は主に栞が使用し、当初BOARDの研究室で使用されていたが、BOARDの壊滅後に栞の手で虎太郎の自宅のリビングに運び込まれ、アンテナと共に取り付けられた。後者は橘が使用していたが、登場回数はさほど多くなかった。
アンデッドの一定値を超える攻撃バイオリズムを察知すると、警告音とともに、画面に映ったワイヤーフレーム状のフィールドに、探知されたアンデッドがカーソルとなって、対象のスーツやカテゴリーナンバーと、サーチャーがある場所からの距離を表示する。ゆえに上級アンデッドが人間に化けている際や始には反応せず、いずれもアンデッドやカリス、ジョーカーにならなければ感知されない。しかしスーツやカテゴリーナンバーは特定できないことも多かった。また変身後のライダーも、スーツが付いたカーソルとなって画面に表示される。
ブラックファング

シュルトケスナー藻
ドイツの古代生物学者が発見した太古の水棲植物。その成分を皮膚に染み込ませた者は、中枢神経を激しく刺激し、闘争心を高められる。1万年前のバトルファイトの際にも、アンデッドらがこれを使用したと言われている。しかし人間が使用した場合、闘争心が高まるのは一時的で、使用しすぎるとやがて細胞や神経を破壊してしまう危険性がある。
伊坂に拉致された橘が、この植物の成分を得て恐怖心を払拭したものの、これにより彼は伊坂に依存し、その結果利用されてしまった。

統制者
バトルファイトを統制する「マスター」と呼ばれる存在。黒い石版「モノリス」を通じてアンデッドに戦いを促し、敗北したアンデッドをラウズカードに封印する。烏丸は、地球上の生物の「他の種より優れた存在に進化したい」という強い思念が結合して誕生した、バトルファイトというシステムを進行させ、発動させるためだけに存在する思念体と解釈している。アンデッドが封印されたカードを触れさせるだけでカードを吸収してそのアンデッドを解放することもできる。

バトルファイト
1万年前、53体のアンデッドにより自らの種の繁栄をかけて行われたバトルロワイヤル。このバトルファイトは“統制者”に管理されており、アンデッド同士の戦いで敗れた結果、戦闘不能になったアンデッドは、上空に現れたモノリスの力によってカードに封印されていき、最後まで封印されることなく残っていたアンデッドが勝者となる。
勝者となったアンデッドには、“統制者”から地球上の全生命を自分の望むがままに変革できる“万能の力”が与えられ、その後の世界を自分の思い通りのものにできる。一方、バトルファイトにおいていかなる生物の始祖でもないジョーカーが勝者となった場合は、地球上の全生物が死滅、いわば地球上の生命がリセットされることとなる。
前回のバトルファイトでは、最終的にヒトの始祖たる不死生物・ヒューマンアンデッドが優勝し、あらゆる動植物が暮らす現代の世界がもたらされた。しかし最後のバトルファイトから1万年後に大半のアンデッドが解放された結果、解放された者のみを出場者と“統制者”が認識、バトルファイトは再開されることとなってしまった。
現代の世界でのバトルファイト再開は、バトルファイトの顛末を知り“万能の力”を欲した天王路によって仕組まれたものであり、天王路がモノリスを所有・管理していたためアンデッドの下に出現できず、結果としてジョーカーと仮面ライダー以外は他のアンデッドに勝利できても封印する術のない、イレギュラーな戦いとなっている。
綿密なシナリオの末、天王路は最強の人造合成アンデッド=ケルベロスIIとしてバトルファイトの参加資格を得ることに成功したが、計画の手駒であったはずの仮面ライダーたちに反旗を翻され、さらに金居（ギラファアンデッド）によって殺害された末、その目論見は潰えることとなった。
最後にはジョーカーが勝ち残り、一度は全生命のリセットが遂行されたが、剣崎がキングフォームの酷使によってジョーカーと化したことで出場権を獲得、バトルファイトは再開され、リセットも中断された。そして互いに戦わないよう剣崎が皆の前から姿を消したため、バトルファイトの決着を見ることなく物語は幕を閉じた。

## キャスト
上城睦月役の北条隆博は当時18歳であり、レギュラー登場のライダーとしては最年少だった。またかつて特撮ヒーローを演じた森次晃嗣（『ウルトラセブン』）、春田純一（『大戦隊ゴーグルファイブ』、『科学戦隊ダイナマン』）、相澤一成（『超光戦士シャンゼリオン』）らも、物語上重要な役柄として出演している。

### レギュラー・準レギュラー
- 剣崎一真 - 椿隆之
- 相川始 - 森本亮治（1 - 27,29 - 49）
- 橘朔也 - 天野浩成（1,3 - 47,49）
- 上城睦月 - 北条隆博（13 - 24,26 - 29,31,32,34 - 49）
- 広瀬栞 - 江川有未
- 白井虎太郎 - 竹財輝之助
- 栗原遥香 - 山口香緒里（1 - 16,18 - 23,26,29 - 31,33 - 41,43,45,47 - 49）
- 栗原天音 - 梶原ひかり（1 - 16,18 - 23,26,29 - 31,33 - 41,43 - 45,47 - 49）
- 山中望美 - 宮澤亜理沙（15 - 20,24,27 - 29,31,33,34,41 - 43,45,47 - 49）
- 烏丸啓 - 山路和弘（1 - 4,6 - 8,15,16,25,26,45,49）
- 広瀬義人 - 春田純一（4,31 - 40）
- 天王路博史 - 森次晃嗣（38 - 46）
- 深沢小夜子 - 粟田麗（3 - 6,8 - 16,32,45）
- 伊坂 - 本宮泰風（5 - 15）
- 吉永みゆき - 肘井美佳（20 - 25）
- 嶋昇 - 相澤一成（26 - 28,42）
- キング - 上條誠（31 - 34）
- 城光 - 浜崎茜（35 - 42）
- 金居 - 窪寺昭（41 - 47）

### 声の出演
- ラウザー音声 - 佐々木健
- ラウズアブゾーバー音声、キングラウザー音声 - 立木文彦
- スパイダーアンデッド - 梁田清之（11 - 14,16,20,27,38,41,42）
- ナレーション - 小杉十郎太
- 実況 - 塩野勝美（25）

### 主なゲスト出演者
- 金満里子 - 松金よね子（1）
- 剣崎の父 - 有働正文（1）
- 剣崎の母 - 山下裕子（1）
- 幼い剣崎 - 香川拓海（1）
- 氷川キャッスルの住人[注釈 7] - マック後藤（1）
- 研究員[注釈 7] - 北村隆幸（1）
- 主婦 - 馬渕真希 (2）
- 医師[注釈 7] - 古郡雅浩[26] (5,6)[注釈 8]
- 塚田 - 小野了（7 - 16）
- 伊坂配下の工作員[注釈 7] - 嶋本勝博[27]（7）
- 広瀬小百合 - 井上れい子
- 上城隆一 - 田崎正太郎
- 上城弥生 - 栗田よう子
- 警察官[注釈 7] - 中田敦夫[28]（8）
- 一之瀬仁 - 藤間宇宙（9 - 12）
- チンピラ[注釈 7] - 島津健太郎、稲宮誠[29]（9）
- 一之瀬優 - 井上高志（11,12）
- 岸部 - 大関正義（11,12）
- 一之瀬仁のファン - 小口ひとみ、石黒佑希子（11）
- アンデッドに襲われる女性 - 小野友紀[30]（11）
- シェルアンデッドに襲われる親子 - 小宮詩乃、桜井ひかり（12）
- 桐生豪 - 増沢望（17 - 19）
- 睦月の先輩[注釈 7] - 藤沼豊、佐野大輔[31]（17,18）
- 逃走中の犯人[注釈 7] - 林京介[32]（17）
- 店長[注釈 7] - 須永千重[33]（17）
- ニュースキャスター[注釈 7] - 脇本カオル[34]（17）
- 誘拐犯[注釈 7] - 猪又太一[35]（18）
- バイクの男[注釈 7] - JUNYA[36]（18）
- 神丘令 - 藤田瞳子（22,23）
- 閉じ込められていた人々[注釈 7] - 髙木李湖、秋山恭子[37]（22）
- 平井 - 本郷弦 (24)
- カップル[注釈 7] - 番場仁美、八幡朋昭[38]（24）
- 山口辰也（特別出演）[注釈 9]（24,25）
- 看護師 - 三原伊織奈（28）
- 三上了 - 森本亮治（29,30）
- 未知 - 北浦実千枝（29,30）
- 蛸三郎 - 諏訪太朗（29,30）
- 鯛次郎 - 永田耕一（29,30）
- ほへと組組員[注釈 7] - 藤榮史哉、横溝貴之、伊藤俊[39] （29,30）
- いろは組組員[注釈 7] - 田中次郎、福村進、吉井慎一[40]（29,30）
- 警官[注釈 7] - 樋口靖[41]（31)
- クラブの用心棒[注釈 7] - ピートプラム[42]（31）
- 不良 - 鈴木信二、竹嶌厚、沖原一生（33）
- 生原羽美 - 東海林愛美（35,36）
- 天王路配下の研究員[注釈 7] - 真矢野靖人、佐々木征史[43] (38）
- 編集長 - 顔田顔彦（41）
- 栗原晋 - 渡祐志
- 警官 - 黒田勇樹（友情出演）、城戸光晴（48）
- ハカランダの客[注釈 7] - 高岩成二[44]（49）

### スーツアクター
- 仮面ライダーブレイド[出典 2]、ジョーカー（カリスとの戦闘時）[48] - 高岩成二
- 仮面ライダーカリス[45][46]、ジョーカー[49]  - 伊藤慎
- 仮面ライダーギャレン[出典 3] - 押川善文
- 仮面ライダーレンゲル[出典 4]、ジャガーアンデッド[55] - 岡元次郎
- ピーコックアンデッド[出典 5]、ドラゴンフライアンデッド[59]、アンデッド[60] - 永徳
- トライアル[要出典] - 永瀬尚希
- ゼブラアンデッド[61] - 渡辺淳
- その他 - 中川素州[62]

## スタッフ
東映側のメインプロデューサーは、仮面ライダー作品は初となる日笠淳が担当した。パイロット監督は前3作を手がけた田﨑竜太に代わり、『仮面ライダークウガ』以来のパイロットとなる石田秀範が務めた。メインライターは当初、特撮番組は初参加となる今井詔二を迎えてスタートしたが、中盤からはゲストライターだった會川昇が引き継ぐ形となった。
アンデッドはシリーズ初参加となる韮沢靖が担当し、2体を除くほぼすべてのデザインを手掛けた。本作品でアンデッドデザインを多数手がけた韮沢靖は、後の『仮面ライダーカブト』、『仮面ライダー電王』、『仮面ライダーG』にも怪人のデザインで参加しており、これは『カブト』の白倉プロデューサーがアンデッドのデザインに感銘を受けての起用だったという。また、『仮面ライダーアギト』のアンノウン以来となるライダー怪人のデザイン画集『UNDEAD GREEN BLOOD』が発刊された。
- 原作 - 石ノ森章太郎
- 連載 - テレビマガジン、てれびくん、幼稚園、めばえ、たのしい幼稚園、おともだち
- スーパーバイザー - 小野寺章（石森プロ）
- プロデュース - 松田佐栄子（テレビ朝日）、日笠淳、武部直美、宇都宮孝明
- 脚本 - 今井詔二、今井想吉、宮下隼一、井上敏樹、會川昇
- 監督 - 石田秀範、鈴村展弘、長石多可男、諸田敏、佐藤健光、息邦夫
- 音楽 - 三宅一徳
- 特撮監督 - 佛田洋
- 撮影 - いのくままさお、倉田幸治、菊池亘
- アクション監督 - 宮崎剛、新堀和男（最終話のみ）
- 助監督 - 柴﨑貴行、息邦夫、杉原輝昭、塩川純平、山口恭平、安井祥二
- 音楽プロデューサー - 長澤隆之 (avex mode)
- キャラクターデザイン - 飯田浩司（石森プロ）
- クリーチャーデザイン - 韮沢靖、篠原保〔ディアーアンデッド〕[注釈 11]、飯田浩司〔ゼブラアンデッド〕
- 1stOP振付 - 彩木映利
- 2ndOP演出 - 小藤浩一
- 美術協力 - 東芝
- 技術協力 - オーエイギャザリング、東映ラボ・テック、KYORITZ
- 制作 - テレビ朝日、東映、ADK

## 音楽
前期オープニング曲として使用されていた「Round ZERO 〜 BLADE BRAVE」は、前々作の『仮面ライダー龍騎』に続く女性ボーカルを起用した曲となっている。また番組後半ではOP曲・映像が完全に刷新されている。
後期OP曲「ELEMENTS」は、1st ED「覚醒」を担当したRickyと、仮面ライダー公式バンドであるRIDER CHIPSが担当。RIDER CHIPSは過去の仮面ライダーOP曲のカバーは数曲作成していたが、関わった仮面ライダーOP曲はこれが初であり、またRickyは後にRIDER CHIPSの正式なメンバーの一員となった。
また本作品では、戦闘時のエンディング曲（挿入歌）のボーカルを出演者の天野浩成、森本亮治がそれぞれ担当した。椿隆之・北条隆博ら他のレギュラー出演者も番組関連CDに単独のボーカル曲が収録されている。

### 主題歌
「Round ZERO〜BLADE BRAVE」（1 - 30）
作詞 - 藤林聖子 作曲 - 吉田勝弥 編曲 - 近藤昭雄 歌 - 相川七瀬 AVCA-14925
オープニング映像ではステージ上でメインキャストや仮面ライダーがスポットライトを浴び、各々の特技や戦闘をイメージした動きを披露していくという構成が特徴的。
第45話ではアバンタイトルにてインストバージョンが使用された。
「ELEMENTS」（31 - 48）
作詞 - 藤林聖子 作曲 - 藤末樹 編曲 - RIDER CHIPS + 渡部チェル 歌 - RIDER CHIPS Featuring Ricky AVCA-22153
前期と後期でOPを変更するのは『アギト』以来。また、ストーリーの進行に合わせて映像に細部の変更がなされている。
劇場版では本曲がEDに使われた。また、最終回では通常のOP映像が使用されない代わりに、アバンタイトルにて挿入歌として使われた。

### 挿入歌
放送フォーマットとしてのエンディングは原則として存在しないが、EDテーマと呼ばれる楽曲は従来通り制作されている。これらの曲は、各話のクライマックスで挿入歌的に使われた。なお、最終回のスタッフクレジットはBGMが使われた。また、スタッフクレジットもロール式ではない。
「覚醒」（2 ‐ 21）
作詞 - 藤林聖子 / 作曲 - 渡部チェル / 編曲 - 近藤昭雄 / 歌 - Ricky AVCA-14925
「rebirth」（23 ‐ 30・47）
作詞 - 藤林聖子 / 作曲 - 青野ゆかり / 編曲 - 渡部チェル / 歌 - 橘朔也（天野浩成）AVCA-14988
「take it a try」（31 ‐ 44）
作詞 - 藤林聖子 / 作曲・編曲 - 渡部チェル / 歌 - 相川始（森本亮治）AVCA-22095

## 制作

### 職業・仮面ライダー
『剣』のコンセプトの一つに「職業としての仮面ライダー」がある。主人公の剣崎と先輩の橘は組織に属し、仮面ライダーとなって戦うことで給与を得ている。作中のセリフにも「これが仕事」「給料」など職業を連想させるものが多い。
この設定は、ヒーローの帯びる正義を曖昧なものにした『龍騎』や『555』へのアンチテーゼになっている。ヒーローの戦う意義が、公共性を守ることから個人的な欲望へと変化した時代において、「職業倫理」という個人に内在する形で正義を捉え直そうという試みである。また、刑事を超人ではなく等身大の労働者として描いて大ヒットした1997年のドラマ『踊る大捜査線』の影響が指摘されている。かつての特撮ヒーローは、善悪のはざまで悩むことはあっても職業倫理とはほとんど無縁だった。しかし、医師やレスキューなどの特定職業の労働観を掘り下げたコンテンツが多数作られる時代にあっては、子供向け番組であっても職業倫理と無関係ではいられなかったと考えられる。
しかし、本作品が職業ドラマとして徹底されたとは言いがたい。商業的不振や脚本陣の交替もあって、後半は事実上の路線変更を行っている。黒幕となるのが剣崎らの元の雇用主で、彼らが仕事にかけた夢を搾取してきた張本人という設定に見られるように、職業というテーマが完全に放棄されたわけではない。だが、後半のドラマの中心となるのはバトルロワイヤルの行方と、それに絡んだ剣崎と宿敵・相川始の間に結ばれた友情の描写である。
職業ライダー個々人の動向に着目すると、まず剣崎は子供のころに両親を火事で失っており、当初は自分だけ助かったことへの罪悪感を解消するための義務として過酷なライダー業務に従事している。中盤で善良なアンデッドの嶋に諭された剣崎は、「俺の体を動かすのは使命とか義務ではない」「人を愛しているから戦っているんだ」と自覚し、社会とのつながりや他者への貢献を自らの幸福とする先進的な職業倫理に目覚める。そして最後には、親友のアンデッド・始と人類という両立し得ないものを同時に救うため、自らを犠牲にして姿を消すというヒロイックな愛へと至る。
もうひとりの橘は、組織への不信感・過労死への恐怖・自分より有能な後輩の存在・恋人と仕事のどちらを取るかという葛藤など、一般的なサラリーマンによく見られる課題を抱えている。ところが第1話で早くも所属組織が壊滅するうえ、上司の烏丸はチベットに渡航してほとんど不在となるので、橘に備わっていた職場という舞台でこそドラマを生んだはずの要素は、宙に浮いた格好となる。個人としての橘には大きな見せ場も用意されていたが、組織人としての職業倫理にまつわる描写は中途半端に終わった。
本作品で中途挫折した「職業としての仮面ライダー」を描く試みは、次作『仮面ライダー響鬼』で全面的に展開することになる。

### 玩具
『仮面ライダー龍騎』の路線を継承し、カードダスや各種付録という形で頒布された「ラウズカード」が、玩具と連携してギミックを発動させる仕組みになっている。
DX変身ベルトブレイバックルはギミック選定が難航したため、番組放映開始よりも発売が遅れた。また、ラウザーとセットで購入してもらうためにはベルトを安くする必要があったのだが、ハンドル操作でバックルが180度回転するターンギミックを安価に抑えることができなかった。
醒剣DXブレイラウザーは、透明トレイが扇状に展開する劇中のギミックを再現。7セグメントディスプレイに表示されたアタックポイントが、読み込ませたラウズカードに応じて変動するエネルギーカウントシステムを搭載している。しかし販売対象である児童は数値の計算に興味がないか、あるいはそもそも計算できないため、高額な液晶を使用したにもかかわらず狙いはずれの結果となった。
醒銃DXギャレンラウザーにもほぼ同様のカードリーダー機能が搭載されているが、このギミックが商品価格を吊り上げる要因となり、またブレイラウザーとの明確な差別化もできず、中途半端な結果に終わった。後に再びカード対応玩具を取り上げた『仮面ライダーディケイド』の「変身装填銃DXディエンドライバー」から読み取り機能が排され、その分だけ価格が安くなっているのは、このときの反省に基づいている。
『剣』玩具の総決算である重醒剣DXキングラウザーは自動改札機をモチーフとし、電動で連続してカードを取り込む高度なギミックを搭載。ラウズカードを多く持っているほど楽しめることを意識しており、ポーカーの役に対応したさまざまな必殺技音声が発動する。劇中未使用のジョーカーもワイルドカードとして機能する。

## 放送日程
各回には正式なサブタイトルは無く、本節にて「放映題」としているものは新聞のテレビ番組欄やテレビ番組情報誌、ならびにテレビ朝日公式ページにて表記されたものである。またシナリオタイトルも、先行して特撮専門誌やホビー情報誌に「仮タイトル」として掲載されることが多いため併記した。
各話終了時には数多のラウズカードがズームアウトで表示されるという演出がなされており、第18話以降はそのうちの1枚の表面がアップで表示されるようになった。
| 放送日         | 話数 | 放映題                | シナリオ題                 | 登場アンデッド | 脚本              | アクション監督  | 監督       |
| -------------- | ---- | --------------------- | -------------------------- | --- | ----------------- | --------------- | ---------- |
| 2004年01月25日 | 1    | 紫紺の戦士            | 組織壊滅                   | - バットアンデッド（声 - 大村亨）（1話） - ローカストアンデッド（声 - 塩野勝美） - プラントアンデッド（声 - 福山弘幸）（2話） | 今井詔二          | 宮崎剛          | 石田秀範   |
| 2月01日        | 2    | 謎のライダー          | 組織壊滅                   | - バットアンデッド（声 - 大村亨）（1話） - ローカストアンデッド（声 - 塩野勝美） - プラントアンデッド（声 - 福山弘幸）（2話） | 今井詔二          | 宮崎剛          | 石田秀範   |
| 2月08日        | 3    | 彼らの秘密…           | 封印の謎                   | - ディアーアンデッド（声 - 大村亨）（3話） - モスアンデッド（声 - 塩野勝美） | 今井詔二          | 宮崎剛          | 鈴村展弘   |
| 2月15日        | 4    | 永遠の命の謎          | 封印の謎                   | - ディアーアンデッド（声 - 大村亨）（3話） - モスアンデッド（声 - 塩野勝美） | 今井詔二 今井想吉 | 宮崎剛          | 鈴村展弘   |
| 2月22日        | 5    | 過去への挑戦          | 覗いた素顔                 | - センチピードアンデッド（声 - 塩野勝美） | 今井詔二          | 宮崎剛          | 長石多可男 |
| 2月29日        | 6    | カリスの正体          | 覗いた素顔                 | - センチピードアンデッド（声 - 塩野勝美） | 今井詔二          | 宮崎剛          | 長石多可男 |
| 3月07日        | 7    | 囚われた2号           | 実験材料                   | - トリロバイトアンデッド（声 - 塩野勝美） - ゼブラアンデッド（声 - 大村亨）（8話） | 今井詔二          | 宮崎剛          | 諸田敏     |
| 3月14日        | 8    | 甦った者たち          | 実験材料                   | - トリロバイトアンデッド（声 - 塩野勝美） - ゼブラアンデッド（声 - 大村亨）（8話） | 今井詔二          | 宮崎剛          | 諸田敏     |
| 3月21日        | 9    | 戦う者の運命          | 偽りの克服                 | - ゼブラアンデッド | 今井詔二          | 宮崎剛          | 石田秀範   |
| 3月28日        | 10   | 操られた戦士          | 偽りの克服                 | - ゼブラアンデッド | 今井詔二          | 宮崎剛          | 石田秀範   |
| 4月04日        | 11   | 各々の居場所          | 俺たちの世界               | - ジャガーアンデッド（声 - 大村亨）（11話） - スパイダーアンデッド（声 - 塩野勝美） - シェルアンデッド（声 - 福山弘幸） | 宮下隼一          | 宮崎剛          | 鈴村展弘   |
| 4月11日        | 12   | カテゴリーA           | 俺たちの世界               | - ジャガーアンデッド（声 - 大村亨）（11話） - スパイダーアンデッド（声 - 塩野勝美） - シェルアンデッド（声 - 福山弘幸） | 宮下隼一          | 宮崎剛          | 鈴村展弘   |
| 4月18日        | 13   | 金色の糸の罠          | カテゴリーA                | - スパイダーアンデッド - ライオンアンデッド（声 - 大村亨）（13話） - ドラゴンフライアンデッド（声 - 福山弘幸）（14話） | 今井詔二          | 宮崎剛          | 長石多可男 |
| 4月25日        | 14   | エース封印!           | カテゴリーA                | - スパイダーアンデッド - ライオンアンデッド（声 - 大村亨）（13話） - ドラゴンフライアンデッド（声 - 福山弘幸）（14話） | 今井詔二          | 宮崎剛          | 長石多可男 |
| 5月02日        | 15   | 運命の適合者          | レンゲルの影               | - ドラゴンフライアンデッド - スパイダーアンデッド（16話） | 今井詔二          | 宮崎剛          | 諸田敏     |
| 5月09日        | 16   | レンゲルの力          | レンゲルの影               | - ドラゴンフライアンデッド - スパイダーアンデッド（16話） | 今井詔二          | 宮崎剛          | 諸田敏     |
| 5月16日        | 17   | 邪悪なベルト          | 残酷な解放者               | - ボアアンデッド（声 - 福山弘幸） - センチピードアンデッド（声 - 塩野勝美）（17話） - ローカストアンデッド（声 - 塩野勝美） - ディアーアンデッド（声 - 大村亨） - ジャガーアンデッド（声 - 大村亨） | 井上敏樹          | 宮崎剛          | 石田秀範   |
| 5月23日        | 18   | 暗闇を操る魂          | 残酷な解放者               | - ボアアンデッド（声 - 福山弘幸） - センチピードアンデッド（声 - 塩野勝美）（17話） - ローカストアンデッド（声 - 塩野勝美） - ディアーアンデッド（声 - 大村亨） - ジャガーアンデッド（声 - 大村亨） | 井上敏樹          | 宮崎剛          | 石田秀範   |
| 5月30日        | 19   | 暗黒を征す者          | 残酷な解放者               | - ボアアンデッド（声 - 福山弘幸） - センチピードアンデッド（声 - 塩野勝美）（17話） - ローカストアンデッド（声 - 塩野勝美） - ディアーアンデッド（声 - 大村亨） - ジャガーアンデッド（声 - 大村亨） | 井上敏樹          | 宮崎剛          | 石田秀範   |
| 6月06日        | 20   | 標的は虎太郎          | 危険な香り                 | - センチピードアンデッド（20話） - スパイダーアンデッド（20話） - カプリコーンアンデッド/矢沢（演、声：是近敦之） | 今井詔二          | 宮崎剛          | 長石多可男 |
| 6月13日        | 21   | 友を思う戦い          | 危険な香り                 | - センチピードアンデッド（20話） - スパイダーアンデッド（20話） - カプリコーンアンデッド/矢沢（演、声：是近敦之） | 今井詔二          | 宮崎剛          | 長石多可男 |
| 6月27日        | 22   | 闇からの脱出          | 約束の日                   | - イーグルアンデッド/高原（演、声：林泰文） - モールアンデッド（声 - 塩野勝美） - ドラゴンフライアンデッド（23話） | 會川昇            | 宮崎剛          | 諸田敏     |
| 7月04日        | 23   | お前は誰だ?           | 約束の日                   | - イーグルアンデッド/高原（演、声：林泰文） - モールアンデッド（声 - 塩野勝美） - ドラゴンフライアンデッド（23話） | 會川昇            | 宮崎剛          | 諸田敏     |
| 7月11日        | 24   | 謎のハンター          | 狼の黒い牙                 | - エレファントアンデッド/大地（演、声：成田浬） - ウルフアンデッド/新名（演、声：加々美正史）（24-25話） - ワーウルフ（声 - 塩野勝美）（24-25話） | 會川昇            | 宮崎剛          | 佐藤建光   |
| 7月18日        | 25   | 裏切りの疾走          | 狼の黒い牙                 | - エレファントアンデッド/大地（演、声：成田浬） - ウルフアンデッド/新名（演、声：加々美正史）（24-25話） - ワーウルフ（声 - 塩野勝美）（24-25話） | 會川昇            | 宮崎剛          | 佐藤建光   |
| 7月25日        | 26   | 俺を動かす力          | J（ジャック）フォーム      | - エレファントアンデッド/大地（演、声：成田浬） - ウルフアンデッド/新名（演、声：加々美正史）（24-25話） - ワーウルフ（声 - 塩野勝美）（24-25話） | 今井詔二          | 宮崎剛          | 長石多可男 |
| 8月01日        | 27   | 揺れ動く心…           | J（ジャック）フォーム      | - バッファローアンデッド（声 - 塩野勝美） - スパイダーアンデッド | 今井詔二          | 宮崎剛          | 長石多可男 |
| 8月08日        | 28   | 危険な賭け!?          | 絶望への序章（プロローグ） | - ペッカーアンデッド（声 - 塩野勝美） | 今井詔二          | 宮崎剛          | 諸田敏     |
| 8月15日        | 29   | 2人のカリス           | 始まり、了（おわ）り       | - サーペントアンデッド/あずみ（演、声：福澄美緒） - トータスアンデッド（声 - 塩野勝美） | 井上敏樹          | 宮崎剛          | 諸田敏     |
| 8月22日        | 30   | 失われた記憶          | 始まり、了（おわ）り       | - サーペントアンデッド/あずみ（演、声：福澄美緒） - トータスアンデッド（声 - 塩野勝美） | 井上敏樹          | 宮崎剛          | 諸田敏     |
| 9月05日        | 31   | 53番目の存在          | ジョーカー                 | - スカラベアンデッド（声 - 塩野勝美） - トライアルD（声 - 穴井勇輝） - ヒューマンアンデッド（演 - 森本亮治）（32話） | 會川昇            | 宮崎剛          | 長石多可男 |
| 9月12日        | 32   | 破壊者の秘密          | ジョーカー                 | - スカラベアンデッド（声 - 塩野勝美） - トライアルD（声 - 穴井勇輝） - ヒューマンアンデッド（演 - 森本亮治）（32話） | 會川昇            | 宮崎剛          | 長石多可男 |
| 9月19日        | 33   | 狙われた剣崎          | K（キング）フォーム        | - コーカサスビートルアンデッド - トライアルD - ウルフアンデッド（34話） | 會川昇            | 宮崎剛          | 息邦夫     |
| 9月26日        | 34   | カテゴリーK（キング） | K（キング）フォーム        | - コーカサスビートルアンデッド - トライアルD - ウルフアンデッド（34話） | 會川昇            | 宮崎剛          | 息邦夫     |
| 10月03日       | 35   | 危険な変身!?          | 巨大な力                   | - トライアルD（35話） - トライアルE（声 - 天野浩成） - マンティスアンデッド（声 - 森本亮治） - ジェリーフィッシュアンデッド（声 - 塩野勝美）（35話） - プラントアンデッド（声 - 大村亨）（36話） - ドラゴンフライアンデッド（声 - 穴井勇輝）（36話） - モスアンデッド（声 - 塩野勝美）（36話） - シェルアンデッド（声 - 大村亨）（36話） - センチピードアンデッド（声 - 塩野勝美）（36話）                                                              | 會川昇            | 宮崎剛          | 諸田敏     |
| 10月10日       | 36   | 最強フォーム          | 巨大な力                   | - トライアルD（35話） - トライアルE（声 - 天野浩成） - マンティスアンデッド（声 - 森本亮治） - ジェリーフィッシュアンデッド（声 - 塩野勝美）（35話） - プラントアンデッド（声 - 大村亨）（36話） - ドラゴンフライアンデッド（声 - 穴井勇輝）（36話） - モスアンデッド（声 - 塩野勝美）（36話） - シェルアンデッド（声 - 大村亨）（36話） - センチピードアンデッド（声 - 塩野勝美）（36話）                                                              | 會川昇            | 宮崎剛          | 諸田敏     |
| 10月17日       | 37   | 新たな運命へ          | W（ワイルド）カリス        | - トライアルF（声 - 塩野勝美） - ディアーアンデッド（38話） - センチピードアンデッド（38話） - トリロバイトアンデッド（38話） - スパイダーアンデッド（38話） - シェルアンデッド（38話） - ドラゴンフライアンデッド（38話） - カプリコーンアンデッド（38話） - エレファントアンデッド（38話） - ペッカーアンデッド（38話） - トータスアンデッド（38話） - ジェリーフィッシュアンデッド（38話） - リザードアンデッド（38話） - スキッドアンデッド（38話） | 會川昇            | 宮崎剛          | 長石多可男 |
| 10月24日       | 38   | 運命を掴む者          | W（ワイルド）カリス        | - トライアルF（声 - 塩野勝美） - ディアーアンデッド（38話） - センチピードアンデッド（38話） - トリロバイトアンデッド（38話） - スパイダーアンデッド（38話） - シェルアンデッド（38話） - ドラゴンフライアンデッド（38話） - カプリコーンアンデッド（38話） - エレファントアンデッド（38話） - ペッカーアンデッド（38話） - トータスアンデッド（38話） - ジェリーフィッシュアンデッド（38話） - リザードアンデッド（38話） - スキッドアンデッド（38話） | 會川昇            | 宮崎剛          | 長石多可男 |
| 10月31日       | 39   | 再会…父と娘           | 父と娘と                   | - トライアルB - トライアルG（声 - 北条隆博）（40話） | 宮下隼一          | 宮崎剛          | 石田秀範   |
| 11月14日       | 40   | 過去との訣別          | 父と娘と                   | - トライアルB - トライアルG（声 - 北条隆博）（40話） | 宮下隼一          | 宮崎剛          | 石田秀範   |
| 11月21日       | 41   | 強くなりたい          | 魂の解放                   | - リザードアンデッド（41話） - その他、多数のアンデッド（41話） - ティターン（男声 - 塩野勝美、女声 - 小林知佳） - スパイダーアンデッド（声 - 梁田清之）（42話） | 會川昇            | 宮崎剛          | 鈴村展弘   |
| 11月28日       | 42   | レンゲル復活          | 魂の解放                   | - リザードアンデッド（41話） - その他、多数のアンデッド（41話） - ティターン（男声 - 塩野勝美、女声 - 小林知佳） - スパイダーアンデッド（声 - 梁田清之）（42話） | 會川昇            | 宮崎剛          | 鈴村展弘   |
| 12月05日       | 43   | 敵か味方か?           | フォーカード               | - ティターン | 井上敏樹          | 宮崎剛          | 長石多可男 |
| 12月12日       | 44   | フォーカード          | フォーカード               | - ティターン | 井上敏樹          | 宮崎剛          | 長石多可男 |
| 12月19日       | 45   | 新たなカード          | 5枚目のA（エース）         | - ケルベロス（声 - 塩野勝美） - エレファントアンデッド（声 - 福山弘幸） | 會川昇            | 宮崎剛          | 諸田敏     |
| 12月26日       | 46   | 支配者の封印          | 5枚目のA（エース）         | - ケルベロスII | 會川昇            | 宮崎剛          | 諸田敏     |
| 2005年01月09日 | 47   | ギャレン消滅          | 5枚目のA（エース）         | - ダークローチ（声 - 塩野勝美、大村亨、福山弘幸、熊谷修武） | 會川昇            | 宮崎剛          | 諸田敏     |
| 1月16日        | 48   | 滅びへの序章          | 運命の切札                 | - ダークローチ（声 - 塩野勝美、大村亨、福山弘幸、熊谷修武） | 會川昇            | 宮崎剛          | 長石多可男 |
| 1月23日        | 49   | 永遠の切札            | 運命の切札                 | - ダークローチ（声 - 塩野勝美、大村亨、福山弘幸、熊谷修武） | 會川昇            | 宮崎剛 新堀和男 | 長石多可男 |

## 放映ネット局
| 放送対象地域  | 放送局           | 系列                          | 備考        |
| ------------- | ---------------- | ----------------------------- | ----------- |
| 関東広域圏    | テレビ朝日       | テレビ朝日系列                | 制作局      |
| 北海道        | 北海道テレビ     | テレビ朝日系列                |             |
| 青森県        | 青森朝日放送     | テレビ朝日系列                |             |
| 岩手県        | 岩手朝日テレビ   | テレビ朝日系列                |             |
| 宮城県        | 東日本放送       | テレビ朝日系列                |             |
| 秋田県        | 秋田朝日放送     | テレビ朝日系列                |             |
| 山形県        | 山形テレビ       | テレビ朝日系列                |             |
| 福島県        | 福島放送         | テレビ朝日系列                |             |
| 新潟県        | 新潟テレビ21     | テレビ朝日系列                |             |
| 長野県        | 長野朝日放送     | テレビ朝日系列                |             |
| 山梨県        | テレビ山梨       | TBS系列                       |             |
| 静岡県        | 静岡朝日テレビ   | テレビ朝日系列                |             |
| 石川県        | 北陸朝日放送     | テレビ朝日系列                |             |
| 福井県        | 福井放送         | 日本テレビ系列 テレビ朝日系列 |             |
| 中京広域圏    | 名古屋テレビ     | テレビ朝日系列                |             |
| 近畿広域圏    | 朝日放送         | テレビ朝日系列                |             |
| 島根県 鳥取県 | 山陰放送         | TBS系列                       |             |
| 広島県        | 広島ホームテレビ | テレビ朝日系列                |             |
| 山口県        | 山口朝日放送     | テレビ朝日系列                |             |
| 香川県 岡山県 | 瀬戸内海放送     | テレビ朝日系列                |             |
| 愛媛県        | 愛媛朝日テレビ   | テレビ朝日系列                |             |
| 高知県        | テレビ高知       | TBS系列                       | [ 注釈 22 ] |
| 徳島県        | 四国放送         | 日本テレビ系列                |             |
| 福岡県        | 九州朝日放送     | テレビ朝日系列                |             |
| 長崎県        | 長崎文化放送     | テレビ朝日系列                |             |
| 熊本県        | 熊本朝日放送     | テレビ朝日系列                |             |
| 大分県        | 大分朝日放送     | テレビ朝日系列                |             |
| 宮崎県        | 宮崎放送         | TBS系列                       |             |
| 鹿児島県      | 鹿児島放送       | テレビ朝日系列                |             |
| 沖縄県        | 琉球朝日放送     | テレビ朝日系列                |             |

## 評価
放映当時の『剣』は低視聴率に苛まれ、インターネット上では後述の「オンドゥル語」に代表されるように揶揄の対象として扱われていた。また本作品にて監督を務めた長石多可男の「俺、自分が悲しかったもんな。『こんな連中（役者）と一緒に仕事しないといけないか』って」「今年は風景ばっかり撮ってる。どうしてかはわからない。俺がダメなのかもしれない」といったコメントや、後半のシリーズ構成を務めた會川昇が前半の内容について後年「日笠（淳）の個性が感じられない」と感じていたことを明かしたり、脚本で途中参加した井上敏樹も「番組がイキイキしていない」「新しいことをやろうという感じがしなくもったいない」という印象を持っていたと述べるなど、関わったスタッフからも決して好意的とは言い難い見解が出されている。
他方、2010年代になると本作品に対する再評価が進み、序盤は内容のわかりにくさなどから評価が低いが、中盤以降の盛り上がりを評価する意見も出ている。放送当時は序盤で視聴を止めたが後に見返して評価するようになったと述べる著名人の意見もある。

### オンドゥル語
インターネットスラングの一つ。椿隆之演じる主人公・剣崎一真のセリフを元にして、一部の視聴者が創り出した「言語」である。由来は第1話でローカストアンデッドに殴打されている剣崎（仮面ライダーブレイド）が、建物の影に佇んだまま行動を起こさない先輩の橘朔也（仮面ライダーギャレン）に対して言った「本当に裏切ったんですか!?」というセリフが、滑舌が悪かったため不明瞭で「ｵﾝﾄﾞｩﾙﾙﾗｷﾞｯﾀﾝﾃﾞｨｽｶｰ!」に聞こえたというように表現されたことにある。また第3話における橘の「俺の身体は、ボロボロだ!!」というセリフも発音が不明瞭で「ｵﾃﾞﾉｶﾗﾀﾞﾊﾎﾞﾄﾞﾎﾞﾄﾞﾀﾞ!!」と表現され、オンドゥル語の一種と認識されている。表記には半角カナを使うことが多い。
椿はオンドゥル語の一件について「実際の口論では言葉が伝わらないのが現実だ」として、それよりも自分の感情が届いているのかを気にしていたという。スラングの題材にされたことを不快には思っておらず、むしろ話題を呼んで作品を盛り上げる要素になったと肯定的に捉えている。
2011年の『ネット版 オーズ・電王・オールライダー レッツゴー仮面ライダー 〜ガチで探せ! 君だけのライダー48〜』では、Type10.のサブタイトルが「ピーマン!オンドゥルラギッタンディスか?〜みずがめ座O型の君へ」となっている。

## 他媒体展開

### 映像ソフト化
いずれも発売元は東映ビデオ。
- 2004年8月6日から2005年7月21日にかけてDVD・VHS（セル・レンタル共通）が発売された。全12巻で各巻4話（最終12巻は5話）収録。本作品から「キバ」までのリリース期間が8月から翌年の7月21日（レンタルの場合は翌年の7月2週目の金曜日）までへと移行し、その都合上前作『仮面ライダー555』のDVDと並行してのリリースとなった。
  - 本作品のテレビシリーズのDVDは平成仮面ライダーシリーズで唯一、日本語字幕表示機能が付いている。『555』『仮面ライダー響鬼』のテレビシリーズDVDの一部にも字幕機能が搭載されているが、全巻通して搭載されているのは本作品のみである。
- 2008年7月21日発売の「石ノ森章太郎 生誕70周年 DVD-BOX」に第1話が収録されたほか、2009年10月21日発売の『仮面ライダーディケイド』DVD VOL. 4の初回生産特典として第1話が収録。
- テレビシリーズを再編集した児童向けビデオ「ヒーロークラブ 仮面ライダー剣」が全2巻で発売・レンタルされている（DVDはセル・レンタル、VHSはセルのみ）。
- 2015年7月8日から11月11日にかけて、Blu-ray BOXが3枚組全3巻で発売。新規映像特典としてBOX1には「超バトルビデオ 仮面ライダー剣VSブレイド」を、BOX2とBOX3には新録座談会を前編・後編に分けて収録。封入特典はブックレット（16P）であり、BOX1のみ初回限定特典として全巻収納BOXを同梱。

### 映画
『劇場版 仮面ライダー剣 MISSING ACE』
2004年9月11日公開。本作品の単独作品。
『劇場版 仮面ライダーディケイド オールライダー対大ショッカー』
2009年8月8日公開。『仮面ライダーディケイド』がメインのクロスオーバー作品。仮面ライダーブレイドが登場。
『仮面ライダー×仮面ライダー W&ディケイド MOVIE大戦2010』
2009年12月12日公開。『仮面ライダーW』と『仮面ライダーディケイド』のクロスオーバー作品。剣崎一真 / 仮面ライダーブレイドとアンデッドが登場。
『オーズ・電王・オールライダー レッツゴー仮面ライダー』
2011年4月1日公開。『仮面ライダーオーズ/OOO』と『仮面ライダー電王』をメインとしたクロスオーバー作品。仮面ライダーブレイドと仮面ライダーギャレンと仮面ライダーレンゲルと仮面ライダーカリスとアンデッドが登場。
スーパーヒーロー大戦シリーズ
いずれも仮面ライダーシリーズとスーパー戦隊シリーズのクロスオーバー作品。
『仮面ライダー×スーパー戦隊 スーパーヒーロー大戦』
2012年4月21日公開。仮面ライダーブレイドとジョーカーとアンデッドが登場。
『平成ライダー対昭和ライダー 仮面ライダー大戦 feat.スーパー戦隊』
2014年3月29日公開。仮面ライダーブレイドが登場。
『スーパーヒーロー大戦GP 仮面ライダー3号』
2015年3月21日公開。橘朔也 / 仮面ライダーギャレン、仮面ライダーブレイド、仮面ライダーカリス、仮面ライダーレンゲルが登場。
『仮面ライダー×仮面ライダー 鎧武&ウィザード 天下分け目の戦国MOVIE大合戦』
2013年12月14日公開。『仮面ライダー鎧武/ガイム』と『仮面ライダーウィザード』のクロスオーバー作品。武神ブレイドが登場。
『劇場版 仮面ライダービルド Be The One』
2018年8月4日公開。『仮面ライダービルド』の単独作品。仮面ライダーブレイドが登場。
『平成仮面ライダー20作記念 仮面ライダー平成ジェネレーションズ FOREVER』
2018年12月22日公開。『仮面ライダージオウ』と『仮面ライダービルド』のクロスオーバー作品。仮面ライダーブレイドが登場。
『劇場版 仮面ライダージオウ Over Quartzer』
2019年7月26日公開。『仮面ライダージオウ』の単独作品。仮面ライダーブレイドが登場。
『セイバー+ゼンカイジャー スーパーヒーロー戦記』
2021年7月22日公開。仮面ライダー50周年×スーパー戦隊45作品記念。仮面ライダーブレイドが登場。
『仮面ライダー ビヨンド・ジェネレーションズ』
2021年12月17日公開。『仮面ライダーリバイス』と『仮面ライダーセイバー』をメインとしたクロスオーバー作品。仮面ライダーブレイドが登場。

### 他テレビシリーズ
『仮面ライダーディケイド』
剣崎一真 / 仮面ライダーブレイドのほか、仮面ライダーギャレン、仮面ライダーレンゲル、仮面ライダーカリス/ジョーカー、アンデッドが登場。
『仮面ライダーウィザード』
第52・53話に仮面ライダーブレイドとアンデッドが登場。
『仮面ライダージオウ』
仮面ライダーブレイドが2068年の世界に歴代平成仮面ライダーの銅像のひとつとして登場。
EP29・30に剣崎一真 / 仮面ライダーブレイドのほか、相川始 / 仮面ライダーカリス、栗原天音が登場。他にEP30に本作品の映像も一部使用されている。

### テレビスペシャル
『仮面ライダーG』
『SmaSTATION!!Presents SMAPがんばりますっ!!』内で放送された作品。仮面ライダーブレイドとアンデッドが登場。

### Webドラマ
『仮面戦隊ゴライダー』
『仮面ライダー×スーパー戦隊 超スーパーヒーロー大戦』のスピンオフ作品。剣崎一真 / 仮面ライダーブレイドが登場する他、本作品最終話の一部映像も使用している。
『仮面ライダーアウトサイダーズ』
『仮面ライダーエグゼイド』のスピンオフ作品。橘朔也 / 仮面ライダーギャレンが登場。

### 舞台
『MASKED RIDER LIVE&SHOW 〜十年祭〜』
仮面ライダーブレイドと仮面ライダーギャレンが登場。
『仮面ライダー剣 20th Anniversary STAGE&TALK』
2024年2月10日に兵庫・あましんアルカイックホールで開催されたTVシリーズ放映20周年記念メモリアルイベント。ヒーローショーとトークの2部構成に加え、出演者との握手・撮影会などが行われるスペシャルパートも開催された。また、2月23日には福岡・JR九州ホールで『仮面ライダー剣 20th Anniversary TALK』としてトーク及びスペシャルパートの構成で開催された。
兵庫公演の好評を受け、8月12日には、愛知・一宮市民会館でも開催。
12月7日、『Anniversary STAGE&TALK -The Last-』と題して、最終公演となる埼玉春日部公演を春日部市民文化会館にて開催。同日、尼崎公演・埼玉春日部公演の模様を東映特撮ファンクラブにて第1話放送から21年の2025年1月25日朝8時に配信開始することが発表された。
出演者
- 椿隆之（剣崎一真/仮面ライダーブレイド 役）
- 森本亮治（相川始/仮面ライダーカリス 役）
- 天野浩成（橘朔也/仮面ライダーギャレン 役）
- 北条隆博（上城睦月/仮面ライダーレンゲル 役）
- 江川有未（広瀬栞 役）
- 梶原ひかり（栗原天音 役）
- 竹財輝之助 （白井虎太郎 役）

### オリジナルビデオ・オリジナルDVD
『仮面ライダー剣 超バトルビデオ ブレイドVSブレイド』
てれびくんの応募者全員サービスとして制作された短編作品。同作品では従来のようにVHSだけでなく、DVDとしてもリリースされ、本作品以降はDVDでのリリースとなった。序盤は虎太郎の小説の執筆という形で全ライダーの紹介を行い、中盤からは剣崎に変身し、ブレイバックルをコピーしたトライアルが変身したにせブレイドと本物の剣崎（仮面ライダーブレイド）との対決という内容。全体的にコメディタッチで、橘や睦月が変身せずにラウザーで攻撃したり、ブレイドが橘から与えられたジェミニのカードで分身してジャックフォームとキングフォームにそれぞれ変身、同時攻撃を行うなどといった見せ場も盛り込まれている。
キャスト
- 剣崎一真 - 椿隆之
- 相川始 - 森本亮治
- 橘朔也 - 天野浩成
- 上城睦月 - 北条隆博
- 広瀬栞 - 江川有未
- 白井虎太郎 - 竹財輝之助

スーツアクター
- 仮面ライダーブレイド - 高岩成二
- 押川善文
- 藤榮史哉
- 永瀬尚希
- 大岩永徳

スタッフ
- 原作 - 石ノ森章太郎
- 監督 - 柴﨑貴行
- 音楽 - 三宅一徳
- アクション監督 - 宮崎剛
- プロデュース - 白倉伸一郎、武部直美、宇都宮孝明
- 構成 - 武部直美
- 制作協力 - 東映
- ビデオ制作 - 東映ビデオ
- 製作・発行 - 小学館

『仮面ライダーディケイド 超アドベンチャーDVD 守れ！〈てれびくんの世界〉』
『仮面ライダーディケイド』のオリジナルDVD。仮面ライダーブレイドが登場。

### ゲーム
『仮面ライダー剣』
バンダイより2004年12月9日にPlayStation 2用の格闘アクションゲームとして発売。開発はdIGIFLOYDで、媒体はCD-ROM。
ブレイドを初めとするライダー陣（全てのフォームが登場）、幾つかのアンデッド（トライアルシリーズ、ダークローチは登場しない）に加え、テレビシリーズ29・30話に登場した「三上了」が扮する「鯛焼き名人アルティメットフォーム」が使用可。ライダーでも敵怪人でもないキャラクターが操作可能キャラクターとして登場するのは、平成仮面ライダーシリーズのゲームでも、同作品のみである。
必殺技を発動させた際、プレイヤーが互いに○・×・△・□ボタンのどれかを入力し、一致しなければ攻撃側が必殺技の発動に成功、一致した場合は防御側がそれを防ぐことに成功する、というジャンケンのようなシステムが採用されている。
前作『555』のゲーム版同様、登場キャラクターはテレビシリーズからのみとなっている。初回特典として、裏技が表記された非売品カードダスが同梱されていた。

### 小説
『小説・仮面ライダーブレイド“たそがれ”』
作：會川昇 イラスト：飯田浩司（石森プロ）
後期メインライターでもあった會川がテレビシリーズ最終話の後日譚を想定して執筆した小説。テレビシリーズでは小学生だった栗原天音の晩年のころの話となっている。
初出は2005年3月に小学館より発売された『愛蔵版 仮面ライダーブレイド 超全集』で、2015年1月にカンゼンより発売された『永遠の平成仮面ライダーシリーズ 語ろう! 555・剣・響鬼』にも再収録された。
『小説 仮面ライダーブレイド』
講談社キャラクター文庫、2013年3月7日発売。著：宮下隼一 ISBN 978-4-06-314855-8
テレビシリーズより300年後を舞台とした後日譚。
『S.I.C. HERO SAGA』
著：早瀬マサト
- 「MASKED RIDER BLADE EDITION -DAY AFTER TOMORROW-」
- 「HERO SAGA SPECIAL EDITION FOUR CARDS」

### ドラマCD
ドラマCD 仮面ライダー剣 -切り札の行方-
2015年1月23日、ムービックより発売（発売元は東映。ムービックのグループ会社・アニメイトでは同年1月17日に先行発売）。
剣崎一真と相川始の最後の戦いから数年後に起こった出来事を描く。テレビシリーズ終了後に作られたドラマ作品では初めて4人の仮面ライダーを演じたオリジナルキャストが総出演。特撮ファンであり平成仮面ライダーシリーズにも多数出演経験のある声優・鈴村健一が「青年」役で出演する。

### ネット版
『ネット版 仮面ライダーフォーゼ みんなで授業キターッ!』
『仮面ライダーフォーゼ THE MOVIE みんなで宇宙キターッ!』のネット版。仮面ライダーギャレンが登場。

### CS放送・ネット配信
CS放送
- 東映チャンネル…2008年8月 - 2009年1月（「石ノ森章太郎劇場」枠）、2010年12月 - 2011年5月（「アンコールアワー」枠）
- テレ朝チャンネル1…2012年4月 - 2013年3月
- ファミリー劇場…2013年 - 2014年

ネット配信
- 東映特撮YouTube Official…2013年11月4日 - 2014年4月20日、2017年6月30日 - 2017年12月22日、2020年8月4日 - 2021年1月26日、2023年8月19日 - 2024年2月10日
- 東映特撮ニコニコおふぃしゃる…2020年4月5日 - 2021年3月7日